# Тиська культура
Тиська культура — археологічна культура неоліту (4 тисячоліття до Р. Х.), поширена на Закарпатті і в сусідній частині Угорщини, виявлена у другій половині 19 ст. в околиці Мукачева.
Поселення з прямокутними житлами розташовувались над берегами річок. При розкопах знайдено вироби з кременю й каменю, невеликі горщики з прямими стінками й миски, посуд для збереження зерна, чаші на ніжках, ковші, а також статуетки людини. Посуд часто оздоблений врізним орнаментом у вигляді фігур, меандру або наліпними шишечками.
Знаряддя праці: молоти, тесаки й сокири.
Зайняття людності: хліборобство, скотарство, рибальство, мисливство. Померлих ховали скорченими у невеликих могильниках.
| Атерійський наконечник | Це незавершена стаття з археології. Ви можете допомогти проєкту, виправивши або дописавши її. |